# Време (граматика)
Вижте пояснителната страница за други значения на Време.
Времето е граматическа категория на глагола, която изразява отношението на действието към момента на говорене.
Глаголните времена могат да бъдат разделени на три групи: минали, сегашни и бъдещи.

## Времена в българския език
В българския език има девет глаголни времена, които се изразяват посредством специфични форми на глаголите.

### Сегашно време
Изразява действие, което се извършва в момента на говоренето.
- хо̀дя, хо̀диш, хо̀ди, хо̀дим, хо̀дите, хо̀дят

### Минало свършено време
Означава действие, прекратено преди момента на говорене.
- хо̀дих, хо̀ди, хо̀ди, хо̀дихме, хо̀дихте, хо̀диха

В някои говори (и в книжовния език до 2002 г.) се допуска преместване на ударението назад.
- ходѝх, ходѝ, ходѝ, ходѝхме, ходѝхте, ходѝха

### Минало несвършено време
Изразява действие, едновременно с минал ориентационен момент. Формата за минало несвършено време не посочва дали действието продължава да се извършва и в момента на говоренето, или е прекратено по-рано.
- хо̀дех, хо̀деше, хо̀деше, хо̀дехме, хо̀дехте, хо̀деха

### Минало неопределено време
Означава действие, което е приключило в минал момент и чийто резултат е налице в момента на говорене.
- хо̀дил съм, хо̀дил си, хо̀дил е, хо̀дили сме, хо̀дили сте, хо̀дили са

Минало неопределено време се числи към резултативните времена в българския език, към които спадат още минало предварително, бъдеще предварително и бъдеще предварително в миналото.

### Минало предварително време
Означава действие, извършено преди определен минал момент, в който е бил налице резултатът от действието.
- бях хо̀дил, бе(ше) хо̀дил, бе(ше) хо̀дил, бяхме хо̀дили, бяхте хо̀дили, бяха хо̀дили

### Бъдеще време
Изразява действие, което предстои да бъде извършено.
- ще хо̀дя, ще хо̀диш, ще хо̀ди, ще хо̀дим, ще хо̀дите, ще хо̀дят
- ня̀ма да хо̀дя, ня̀ма да хо̀диш, ня̀ма да хо̀ди, ня̀ма да хо̀дим, ня̀ма да хо̀дите, ня̀ма да хо̀дят

### Бъдеще предварително време
Означава действие, което предстои да бъде извършено преди определен бъдещ момент.
- ще съм хо̀дил, ще си хо̀дил, ще е хо̀дил, ще сме хо̀дили, ще сте хо̀дили, ще са хо̀дили
- ще бъ̀да хо̀дил, ще бъ̀деш хо̀дил, ще бъ̀де хо̀дил, ще бъ̀дем хо̀дили, ще бъ̀дете хо̀дили, ще бъ̀дат хо̀дили
- ня̀ма да съм хо̀дил, ня̀ма да си хо̀дил, ня̀ма да е хо̀дил, ня̀ма да сме хо̀дили, ня̀ма да сте хо̀дили, ня̀ма да са хо̀дили
- ня̀ма да бъ̀да хо̀дил, ня̀ма да бъ̀деш хо̀дил, ня̀ма да бъ̀де хо̀дил, ня̀ма да бъ̀дем хо̀дили, ня̀ма да бъ̀дете хо̀дили, ня̀ма да бъ̀дат хо̀дили
- не щѐ съм хо̀дил, не щѐ си хо̀дил, не щѐ е хо̀дил, не щѐ сме хо̀дили, не щѐ сте хо̀дили, не щѐ са хо̀дили
- не щѐ бъ̀да хо̀дил, не щѐ бъ̀деш хо̀дил, не щѐ бъ̀де хо̀дил, не щѐ бъ̀дем хо̀дили, не щѐ бъ̀дете хо̀дили, не щѐ бъ̀дат хо̀дили

Пример: Като пристигнем, той ще е заминал.

### Бъдеще време в миналото
Изразява действие, което в определен минал момент е предстояло да се извърши.
- щя̀х да хо̀дя, щѐше да хо̀диш, щѐше да хо̀ди, щя̀хме да хо̀дим, щя̀хте да хо̀дите, щя̀ха да хо̀дят
- ня̀маше да хо̀дя, ня̀маше да хо̀диш, ня̀маше да хо̀ди, ня̀маше да хо̀дим, ня̀маше да хо̀дите, ня̀маше да хо̀дят
- не щя̀х да хо̀дя, не щѐше да хо̀диш, не щѐше да хо̀ди, не щя̀хме да хо̀дим, не щя̀хте да хо̀дите, не щя̀ха да хо̀дят

### Бъдеще предварително време в миналото
Представя действието като предхождащо някакъв момент, който е бил бъдещ спрямо друг, минал момент.
- щя̀х да съм хо̀дил, щѐше да си хо̀дил, щѐше да е хо̀дил, щя̀хме да сме хо̀дили, щя̀хте да сте хо̀дили, щя̀ха да са хо̀дили
- щя̀х да бъ̀да хо̀дил, щѐше да бъ̀деш хо̀дил, щѐше да бъ̀де хо̀дил, щя̀хме да бъ̀дем хо̀дили, щя̀хте да бъ̀дете хо̀дили, щя̀ха да бъ̀дат хо̀дили
- ня̀маше да съм хо̀дил, ня̀маше да си хо̀дил, ня̀маше да е хо̀дил, ня̀маше да сме хо̀дили, ня̀маше да сте хо̀дили, ня̀маше да са хо̀дили
- ня̀маше да бъ̀да хо̀дил, ня̀маше да бъ̀деш хо̀дил, ня̀маше да бъ̀де хо̀дил, ня̀маше да бъ̀дем хо̀дили, ня̀маше да бъ̀дете хо̀дили, ня̀маше да бъ̀дат хо̀дили
- не щя̀х да съм хо̀дил, не щѐше да си хо̀дил, не щѐше да е хо̀дил, не щя̀хме да сме хо̀дили, не щя̀хте да сте хо̀дили, не щя̀ха да са хо̀дили
- не щя̀х да бъ̀да хо̀дил, не щѐше да бъ̀деш хо̀дил, не щѐше да бъ̀де хо̀дил, не щя̀хме да бъ̀дем хо̀дили, не щя̀хте да бъ̀дете хо̀дили, не щя̀ха да бъ̀дат хо̀дили

Често се среща в условни изречения и изразява модална отсянка на неосъщественост:

Ако се беше приготвил навреме, досега щяхме да сме излезли.
Обаче бъдеще предварително в миналото може да се използва не само в условни изречения:

Застрахователните премии щяха да спаднат, с работниците по пристанищата щяха да се сключат нови споразумения, защото и те щяха да са стояли без работа месеци наред – а те, господарите на житото, щяха да държат високите цени. (П. Спасов)

## История на класификацията
Системата на деветте глаголни времена е окончателно утвърдена и наложена в българското езикознание и обучението по български език от Любомир Андрейчин.